# Zamach w Delhi (13 września 2008)
Zamachy w Nowym Delhi z 13 września 2008 r. – seria zamachów terrorystycznych przeprowadzonych 13 września 2008 r. w stolicy Indii New Delhi przez bojowników islamskich z organizacji terrorystycznej Indyjscy Mudżahedini. Wskutek pięciu zsynchronizowanych wybuchów bombowych zginęło co najmniej 20 osób.

## Okoliczności zamachu
13 września 2008 r. pomiędzy godz. 18:07 a 18:38 eksplodowało pięć ładunków wybuchowych, umieszczonych w koszach na śmieci w zatłoczonych miejscach. Jedna eksplozja miała miejsce w śródmiejskiej dzielnicy Karol Bagh, po dwie w centrum miasta – na placu Connaught oraz w uważanej za spokojną dzielnicy Greater Kailash.
Pierwsza bomba, która eksplodowała w bogatej zachodniej dzielnicy miasta Karol Bagh zniszczyła m.in. rikszę. W wyniku eksplozji zginęło łącznie siedem osób. Na placu Connaught kolejne dwie ładunki wybuchły w nowo wybudowanym parku nad podziemnym dworcem kolejowym oraz naprzeciwko jednego z biurowców. Eksplozja ostatnich dwóch bomb spowodowała zniszczenie salonu fryzjerskiego i posterunku policji na ruchliwej ulicy handlowej w pobliżu bazaru w dzielnicy Greater Kailash, tłumnie odwiedzanym przez klasę średnią. Ponadto nie eksplodowały trzy ładunki wybuchowe, które znaleziono w koszach na śmieci przy Bramie Indii, Vijay Chowk i Regal Cinema.
W obawie przed kolejnymi wybuchami policja ewakuowała centra handlowe i zamknęła większość stacji metra w mieście. Miasta w północnych Indiach, w tym Delhi i Czandigarh w Pendżabie, zostały postawione w stan pogotowia. Przez co najmniej godzinę po wybuchach linie telefoniczne były zablokowane.

## Dochodzenie
Krótko po wybuchu bomb do przeprowadzenia ataku terrorystycznego przyznała się związana z Pakistanem islamska organizacja terrorystyczna Indyjscy Mudżahedini, która stwierdziła, że w ten sposobu "dokonano zemsty za niesprawiedliwość i okrucieństwa wobec mniejszości muzułmańskiej, mające miejsce w Indiach".
Analiza ładunków wybuchowych wskazała, że do przeprowadzenia zamachów terrorystycznych zastosowano bomby z zapalnikiem czasowym, składających się z materiałów wybuchowych o niewielkiej sile rażenia, zawierającymi proch strzelniczy i azotan amonu oraz łożyska kulkowe.
23 września 2008 r. w wyniku akcji antyterrorystycznej w ręce policji wpadło pięć osób podejrzewanych o dokonanie zamachu:
- Sadiq Sheikh, 31 lat, inżynier oprogramowania z Bombaju
- Afzal Usmani, 32 lata, hotelarz na zachodnich przedmieściach Mumbaju
- Arif Sheikh, 38 lat, elektryk z Mumbry w Bombaju
- Mohammed Zakir Sheikh, 38, sprzedawca złomu z Mumbry w Bombaju
- Mohammed Ansar Sheikh, 31, inżynier oprogramowania z Bombaju.

Wraz z aresztowaniem pięciu podejrzanych policja zabezpieczyła również 10 kilogramów azotanu amonu, 15 detonatorów, 8 kg łożysk kulkowych, cztery w pełni aktywowane obwody elektryczne, jeden karabin maszynowy i dwa rewolwery.
13 września 2013 r. 40-letni Afzal Usmani wykorzystując nieporadność policji po zakończeniu jednej z rozpraw sądowych, skutecznie uciekł z sądu, przepadając bez śladu. Poszukiwany terrorysta ponownie trafił w ręce policji 28 października 2013 roku.
W styczniu 2018 r. po krótkiej wymianie ognia z policją aresztowany został Abdul Subhan Qureshi, nazywany "indyjskim Bin Ladenem", którego uważa za organizatora wielu zamachów terrorystycznych na terenie Indii, w tym przypisuje mu się m.in. odpowiedzialność za konstrukcję bomb, których użyto do przeprowadzenia zamachów terrorystycznych w New Delhi.